# Гипотеза катарсиса в массовых коммуникациях
Гипотеза катарсиса в массовых коммуникациях (англ. The catharsis hypothesis of Mass Communications) – социологическая концепция, целью которой является определение характера воздействия на зрителя насилия, транслируемого по телевидению. Основное положение гипотезы катарсиса в массовых коммуникациях следующее: просмотр фильмов, содержащих сцены жестокости, может сократить уровень агрессии человека в реальной жизни.
Гипотеза была предложена в 1955 году Сеймуром Фешбахом, профессором психологии Калифорнийского университета в Лос-Анджелесе.
Опираясь на теорию драйверов, Фешбах считал, что «участие в косвенном насильственном акте приводит к сокращению в дальнейшем агрессивного поведения, при условии, что был вызван внутренний импульс агрессии».
Гипотеза рассматривает две главные причины сокращения агрессии:
1. Вымышленная агрессия, воображённая во время просмотра, ведёт к немедленному снижению уровня возбуждения и внутренней враждебности и приносит зрителю чувство удовлетворения. После этого человек уже не так нуждается в открытом выражении своих негативных чувств.
2. Уровень агрессии при просмотре насилия повышается и достигает критической отметки. При этом мысль о последствиях, к которым приведёт открыто проявленная жестокость (подобная изображённой в фильме), пугает зрителя. Это ведёт к снижению возможности возникновения девиантного поведения.

## Экспериментальное обоснование
Фешбах провёл несколько экспериментальных исследований, каждое из которых подтвердило гипотезу катарсиса в массовых коммуникациях.
1961

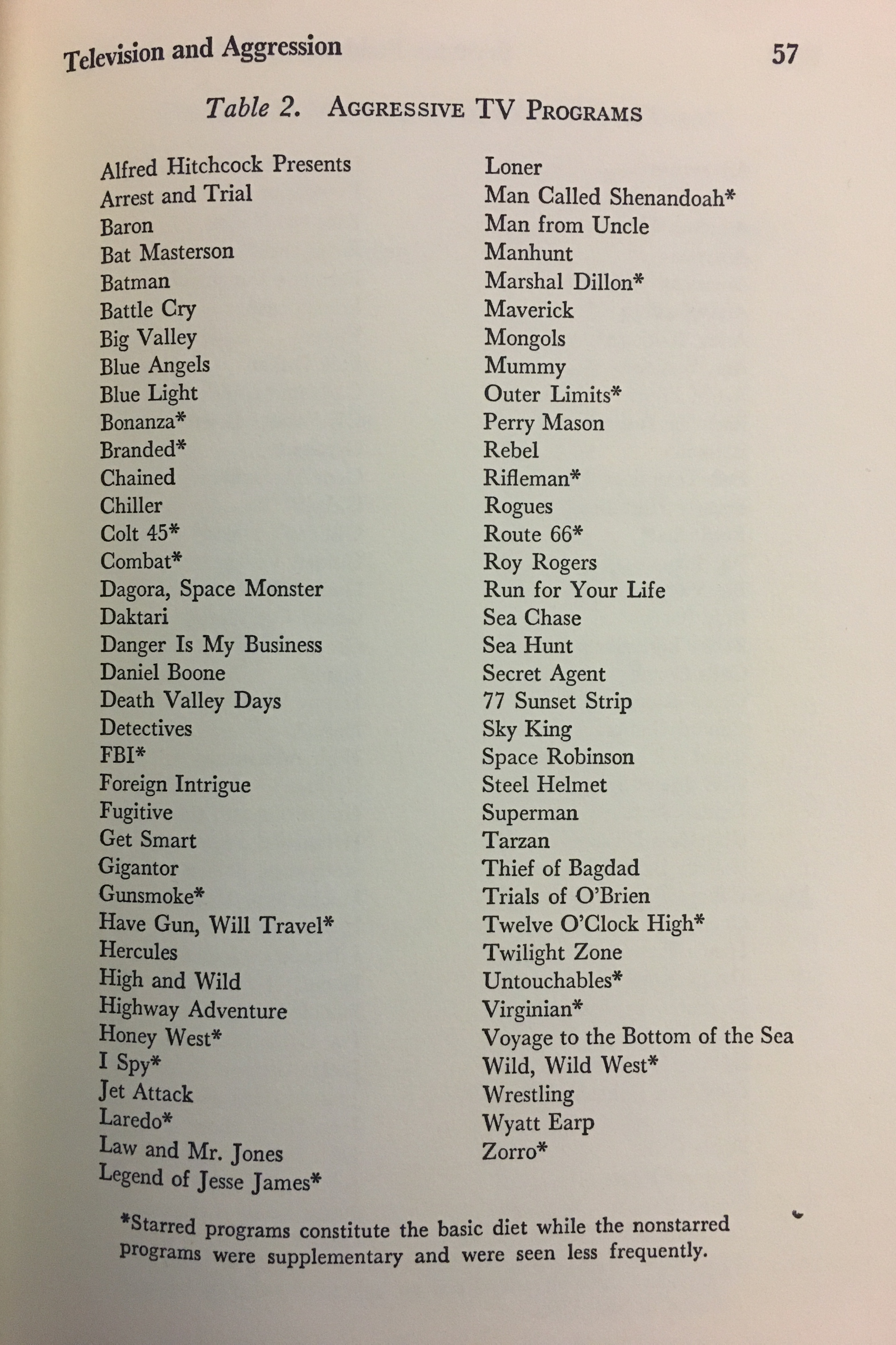
Список "жестоких" фильмов (экспериментальное исследование Фешбаха и Сингера, 1971)

Эксперимент описан в книге Фешбаха «Эффект стимуляции против эффекта катарсиса через косвенное проявление агрессии».
Гипотеза: находящиеся в неустойчивом (негативном) эмоциональном состоянии ученики проявят меньше агрессии по отношению к своему обидчику, если им показать кинокартину, содержащую эпизоды насилия.
Эксперимент состоял из трёх этапов:
1. Часть испытуемых учеников подвергли вербальному оскорблению со стороны (это «унизило интеллектуальную мотивацию и эмоциональную зрелость учащихся»).
2. Всех участвующих в эксперименте перемешали и разделили на две группы: одни смотрели фильм «Тело и душа» (1947) (с жестокими сценами), другие – нейтральный фильм.
3. Каждому ученику было предложено оценить компетентность экспериментатора, проводившего исследование и оскорблявшего некоторых учеников на первом этапе.

Гипотеза подтвердилась. Оскорблённые ученики, смотревшие фильм «Тело и душа», испытывали меньше негативных эмоций и поставили более высокую оценку, чем остальные. Что касается незатронутых на первом этапе детей, между их оценками почти не было разницы.
1971
Эксперимент, проведённый Фешбахом и Сингером, описан в их книге «Телевидение и агрессия».
Гипотеза: дети, которые смотрят телепрограммы, демонстрирующие жестокость, будут вести себя менее агрессивно по отношению к

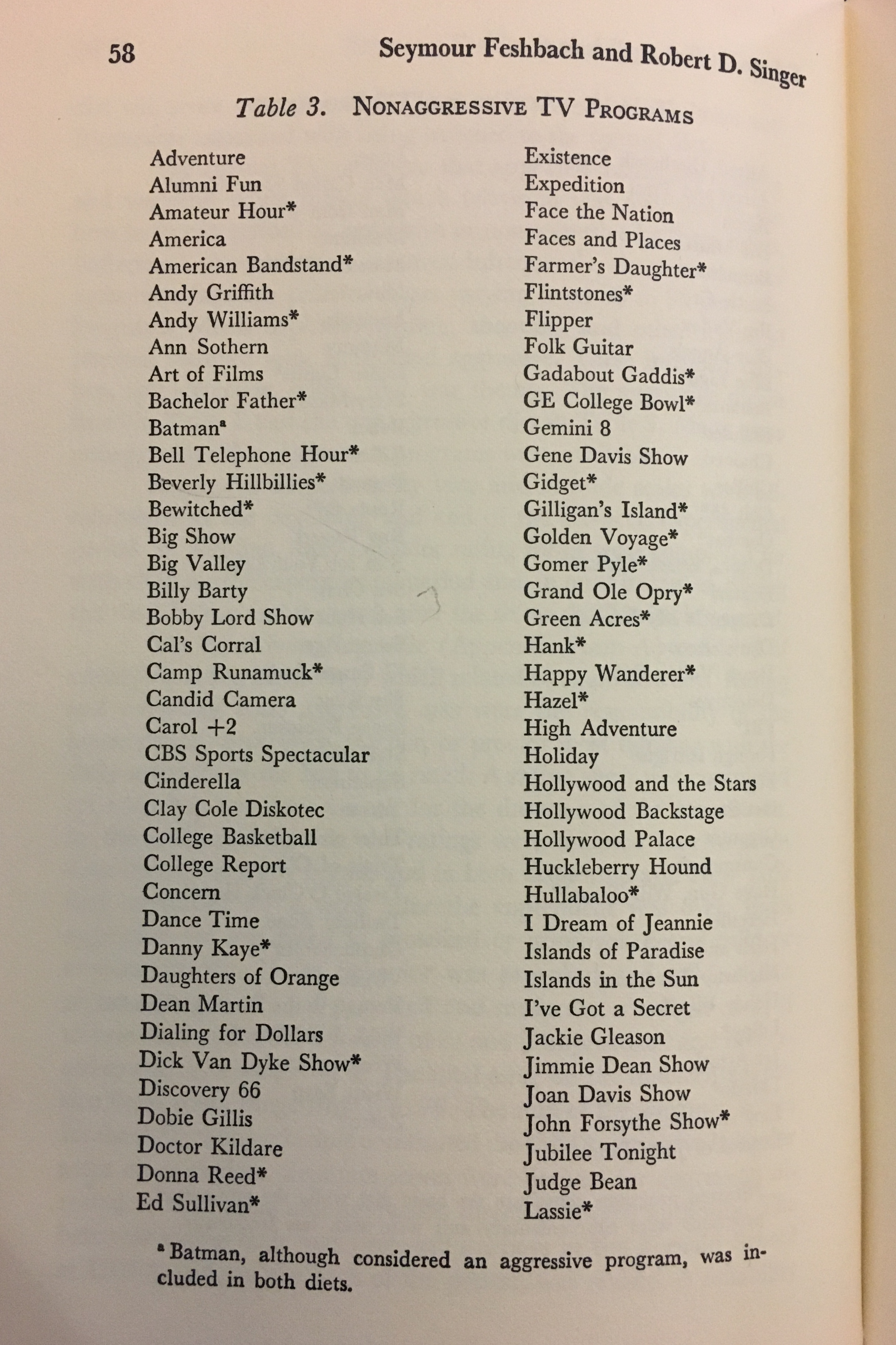
Список "нейтральных" фильмов (экспериментальное исследование Фешбаха и Сингера, 1971)

сверстникам и взрослым, чем те, кому будут предложены нейтральные сюжеты.
В эксперименте участвовало 625 мальчиков-подростков (в возрасте от 9 до 15 лет) из четырёх пансионов (в основном из неблагополучных семей) и трёх частных школ (средний класс). Дети были разделены на две группы: одни смотрели передачи, содержащие сцены насилия, другие – нейтральные программы. Исследование продолжалось 6 недель, минимальное время просмотра – 6 часов неделю.
В результате экспериментального исследования, гипотеза подтвердилась.
Фешбах и Сингер пришли к следующим выводам:
1. У значительной части зрителей первой группы было отмечено сокращение общего уровня проявляемой враждебности.
2. Даже если просмотр насилия не приводит к катарсису, он не увеличивает агрессивное поведение зрителей.

Дополнительные замечания:
- «Возраст не является важной переменной, однако…больший эффект снижения агрессии был замечен среди учеников старших классов».[2]
- Маловероятно, что более длительный период эксперимента аннулирует или изменит результаты. Скорее всего, они станут ещё более очевидными, либо (при многократном повторном просмотре фильмов) зрители потеряют интерес и станут невосприимчивы к содержанию просмотренного.
- Дети, принадлежащие к другим культурам или никогда раньше не смотревшие телевизор, могут иметь реакцию, отличную от реакции американских подростков, участвовавших в эксперименте.

## Критика
Многие учёные убеждены, что гипотеза катарсиса в массовых коммуникациях надуманна и необоснованна. Критики считают эксперимент 1971 года («Телевидение и агрессия») недействительным по нескольким причинам. Во-первых, фильм «Бэтмен» (1966), содержащий сцены насилия, был показан мальчикам из обеих групп. Сам Фешбах объяснил это следующим: детей бы расстроило отсутствие чрезвычайно популярной кинокартины, что непременно повысило бы их уровень агрессии. Более того, очевидность катарсиса сохранилась после того, как Фешбах исключил из контрольного листа испытуемых, смотревших «Бэтмен». Во-вторых, мальчики из «неагрессивной» группы могли плохо себя вести от скуки или в знак протеста против «теле-диеты». Также, эффект катарсиса мог быть обусловлен не жестокостью сцен, а счастливым концом, встречающимся во многих фильмах из списка. Наконец, никому из социологов не удалось получить при идентичном эксперименте аналогичные  результаты.
Рассел Ген и Мишель Кванти продемонстрировали несостоятельность гипотезы в обзоре «Катарсис агрессии: анализ гипотезы» (1977). Социологи пришли к выводу, что, при создании определённых условий, внутренний негативный импульс действительно может снизить психологическое возбуждение. Но это не связано напрямую с последующим сокращением агрессивного поведения в целом. Кроме того, в жизни не существует полной изоляции от изображения насилия по телевидению. Тот факт, что одна из групп была почти полностью ограничена в просмотре жестоких сцен, исказил результаты эксперимента. Ген и Кванти приходят к выводу, что «понятие катарсиса не подтвердилось», а возможность сокращения реальной агрессии после испытания вымышленной может быть объяснена проявлением активного торможения.
По мнению Брэда Бушмана, просмотр насилия в СМИ может сократить немедленный риск возникновения агрессии, но не склонность к агрессии в целом (что подразумевает гипотеза катарсиса). Когда человек испытывает злость, ему становится легче. Из-за этого он может ошибочно решить, что в будущем не проявит враждебного отношения к кому-либо. Такое толкование является неверным. Жестокость по телевидению или в видеоиграх не способствует «очищению» от агрессии.
В отчёте «Дети, насилие и медиа» 1999 года Юридический комитет Сената CША заявил, что насилие в масс-медиа негативно влияет на молодежь и является ключевым источником их агрессивного поведения.
Гипотеза катарсиса в массовых коммуникациях противоречит многим теориям и гипотезам медиавоздействия. Так, согласно гипотезе культивации, разработанной Джорджем Гербнером и Ларри Гроссом в 1960-х годах, при длительном просмотре телевидения зрители начинают воспринимать реальность такой, какой они видят её на экране. Авторы полагали, что телевизионное насилие приводит людей к мысли, что агрессивное поведение является нормальным. Гербнер ввёл термин «коэффициент злого мира», характеризующий увеличение уровня страха и насилия среди зрителей масс-медиа.
Альберт Бандура (автор теории социального научения) провёл в 1963 году эксперимент с куклой Бобо, чтобы определить уровень влияния транслируемого по телевидению насилия на поведение человека. Дети из трёх экспериментальных групп наблюдали за агрессивным поведением по отношению к кукле: 1) в реальной жизни, 2) в фильме, 3) в мультфильме. Контрольная группа жестокости не наблюдала. Результаты показали, что участники экспериментальных групп проявили в два раза больше физической или вербальной агрессии по отношению к игрушке, нежели контрольная группа. В 1973 году Альберт Бандура призвал ввести мораторий на теорию катарсиса.
Вопреки научному отрицанию, многие известные режиссёры утверждают, что насилие в их фильмах имеет положительное воздействие на зрителя и лишь снижает уровень агрессии в реальной жизни.

Альфред Хичкок:

Один из самых значительных вкладов телевидения заключается в том, что оно вернуло убийство в дома – туда, где ему и место. Увидеть убийство на экране может быть хорошей терапией. Оно может помочь избавиться/освободиться от антагонизма.
Оригинальный текст (англ.)One of television's greatest contributions is that it brought murder back into the home where it belongs. Seeing a murder on television can be good therapy. It can help work off one's antagonism.

Пол Верховен:

Я думаю, что просмотр сцен насилия – это своего рода очищающий опыт.
Оригинальный текст (англ.)I think it's a kind of purifying experience to see violence.

Джонатан Демме:

Я выхожу обновлённым после просмотра «Чужого» или «Техасская резня бензопилой». Фильмы могут обеспечить катарсис.
Оригинальный текст (англ.)I come out of “Alient” or “The Texas Chainsaw Massacre” refreshed. Movies can provide catharsis.

## В массовой культуре
Отражение гипотезы катарсиса в литературе и кино:
- В книге Энтони Бердженса (1962) «Заводной апельсин» и в снятом по ней фильме (1971) главный герой теряет любое желание совершать физическую или вербальную агрессию (и даже способность адекватно её воспринимать) после принудительного просмотра многочисленных сцен насилия в сочетании с лекарственными препаратами («Метод Людовика»). У молодого человека вырабатывается рефлекс: у него начинается приступ рвоты при одной только мысли о возможных преступлениях или же при столкновении с реальным враждебным поведением.

Отражение гипотезы катарсиса в жизни:
- В 1997 году компания SegaSoft создала онлайн сеть HEAT.NET с жестокими компьютерными играми, которые, по словам разработчиков, помогли бы пользователям дать выход своему «первобытному человеческому желанию убийства». Основой PR-кампании было утверждение того факта, что хотеть убивать — это естественно для человека, а избавиться от стремления к агрессии помогут видео-игры. Представитель Sega подтвердил, что это маркетинговая кампания, однако, «существует некая обоснованность концепции, согласно которой мы нуждаемся в подобном способе выражения негативных импульсов агрессии.[7]